# قهوه تلخ
قهوهٔ تلخ یک مجموعهٔ نمایش خانگی در ژانر طنز تاریخی، به کارگردانی مهران مدیری و به تهیه‌کنندگی مجید آقاگلیان و حمید آقاگلیان است که از ۲۳ شهریور ۱۳۸۹ تا ۱ شهریور ۱۳۹۱ (۱۴ سپتامبر ۲۰۱۰ تا ۲۲ اوت ۲۰۱۲) در قا‌لب سی‌دی پخش شد. فیلمنامهٔ این اثر با همکاری امیر مهدی ژوله و خشایار الوند نوشته شد.
این سریال ۳۵ بازیگر اصلی دارد که می‌توان به مهران مدیری، سحر جعفری جوزانی، سیامک انصاری، محمدرضا هدایتی، هادی کاظمی، جواد عزتی، الیکا عبدالرزاقی، عارف لرستانی، رضا فیض نوروزی و سحر زکریا و همچنین غلامرضا نیکخواه اشاره نمود.
مهران مدیری که سریال‌های موفقی همچون پاورچین، نقطه‌چین، شب‌های برره، باغ مظفر و مرد هزارچهره و جایزه بزرگ را در کارنامهٔ خود جای داده، به گفتهٔ خود، در این مجموعهٔ تاریخی، بهترین آثار خود را به نمایش گذاشته است.
این سریال به‌صورت هفتگی، از ۲۳ شهریور ۱۳۸۹ توزیع شد و در قالب سه سی‌دی (که هر سی‌دی، حاوی یک قسمت می‌باشد) یا در قالب یک دی‌وی‌دی منتشر می‌شد و در ۳۴ مجموعه که شامل ۱۰۲ قسمت می‌باشد، پخش شد و تنها دو مجموعه که حاوی شش قسمت پایانی این سریال می‌باشد، به دلایل نامعلومی ساخته نشد.
همچنین این سریال در زمان پخش خود، به عنوان موفق‌ترین سریال رسانهٔ خانگی و به عنوان پرفروش‌ترین سریال رسانهٔ خانگی لقب گرفت.

## خلاصهٔ داستان
فصل اول:
نیما زندِ کریمی (سیامک انصاری) که استاد تاریخ است، در مسیر تحقیق در مورد یک سلسلهٔ نامکشوفِ تاریخی (بین زندیه و قاجار)، با خوردن یک فنجان قهوهٔ تلخ، در زمان سفر می‌کند و در دردسر بدی می‌افتد … .
فصل دوم:
بلوتوث (مهران مدیری) الماس کوه نور را می‌دزد و با خوردن قهوهٔ تلخ به زمان حال می‌آید. سپس درباریان با خوردن همان قهوه به دنبال او می‌روند، اما با فرار بلوتوس، امکان بازگشت به گذشته برایشان فراهم نیست … .
فصل سوم:
در مراسم قهوه‌خورانِ همایونی در کافی‌شاپ، درباریان به همراه شخصیت‌های جدید به زمان گذشته می‌روند … .

## بازیگران و شخصیت‌ها
| نام بازیگر       | نقش                          | توضیح                                                                                            |
| ---------------- | ---------------------------- | ------------------------------------------------------------------------------------------------ |
| مهران مدیری      | بلوتوث کبیر                  | شاهزاده یونانی، همسر لعبت‌الملوک، کلاهبردار                                                       |
| سیامک انصاری     | نیما زند کریمی               | استاد تاریخ، مستشارالملک، همسر نازخاتون (همچنین به عنوان مجری طرح در پشت صحنه)                   |
| محمدرضا هدایتی   | جهانگیرشاه دولو              | پادشاه خودخوانده ایران، چوپان در جوانی همسر فخرالتاج، کاترین، پدر لعبت‌الملوک                     |
| سحر زکریا        | لعبت‌الملوک                   | دختر بزرگ جهانگیرشاه، همسر بلوتوس کبیر، رئیس اداره شعر، ادب و طرب همایونی                        |
| الیکا عبدالرزاقی | فخرالتاج                     | همسر اول جهانگیرشاه، مادر لعبت‌الملوک، ملکه دربار، خواهر اخترالملوک                               |
| هادی کاظمی       | جمال‌الملک (باباشاه)/ توپولوف | پدر جهانگیر و قیصرالسلطنه، نقاش دربار/ برادر کاترین                                              |
| ماندانا سوری     | قیصرالسلطنه                  | دختر بابا شاه، خواهر دوقلو جهانگیر، همسر بابا اتی، قاتل والی تهران (با خوراندن شیر آلوده به زهر) |
| برزو ارجمند      | برزو خان‌سپهسالار             | رئیس اداره پیشمرگان همایونی، رئیس اداره مستعمرات همایونی، رئیس قشون                              |
| عارف لرستانی     | بلدالملک                     | رئیس نظمیه همایونی، همسر کنیزالسلطنه                                                             |
| رضا فیض نوروزی   | اعتمادالملک دیلمی (اتابک)    | صدر اعظم، همسر اخترالملوک، پدر نازخاتون، بیخودی‌الملک و گنجشک، پسر ابتر خان                       |
| بیژن بنفشه‌خواه   | بیخودی‌الملک دیلمی            | رئیس سابق اداره مستعمرات همایونی و پسر اعتماد الملک و اخترالملوک                                 |
| جواد عزتی        | ابتر خان (بابا اتی)          | پدر اعتمادالملک، همسر قیصرالسلطنه                                                                |
| مریم بخشی        | اخترالملوک                   | همسر اعتمادالملک، مادر نازخاتون، بیخودی‌الملک و گنجشک، خواهر فخرالتاج                             |
| شایان احدی‌فر     | گنجشک خان دیلمی              | پسر اعتمادالملک و اخترالملوک، تاریخ‌نگار دربار                                                    |
| سحر جعفری جوزانی | رؤیا اتابکی/ نازخاتون دیلمی  | دختر اعتماد الملک و اخترالملوک، همسر نیما زند کریمی / دانشجوی رشته تاریخ در زمان حال             |
| آرام جعفری       | کاترین                       | همسر جهانگیر شاه، خواهر توپولوف                                                                  |
| نادر سلیمانی     | قرقی                         | همسر کبوتر، سرآشپز دربار                                                                         |
| فلامک جنیدی      | کبوتر                        | همسر قرقی، خبرچین دربار                                                                          |
| غلامرضا نیکخواه  | نسترآقاخان داموس‌الملک        | خوابگذار و خزانه‌دار دربار                                                                        |
| علی لک‌پوریان     | دامبول‌السلطنه                | ملیجک دربار، کارمند اداره شعر، ادب و طرب همایونی (همچنین به عنوان مدیر تولید در پشت صحنه)        |
| سام نوری         | فرنچ‌السلطنه                  | مترجم دربار                                                                                      |
| رامین پورایمان   | دایی اقبال خان               | مسئول اداره سور و سات همایونی                                                                    |
| فاطمه هاشمی      | همدم‌الملوک                   | همسر اقبال خان، ندیمه فخرالتاج                                                                   |
| سعید پیردوست     | پهلوون مشیر                  | قهوه‌چی                                                                                           |
| بیوک میرزایی     | تیمور                        | اراذل اوباش                                                                                      |
| ساعد هدایتی      | دواءالملک                    | پزشک دربار                                                                                       |
| شادی احدی‌فر      | ضعیف‌السلطنه                  | همسر دواءالملک                                                                                   |
| حمید کاشانی      | شکوفه                        | جلاد دربار                                                                                       |
| بهشاد مختاری     | مخبرالدوله                   | خبرچین دربار                                                                                     |
| مهدی ناطقی       | داوود                        | سرباز نظمیه                                                                                      |
| امیر فرزام       | بهرام                        | سرباز نظمیه                                                                                      |
| شیما مؤمنی       | کنیزالسلطنه                  | همسر بلدالملک                                                                                    |
| شقایق رحیمی‌راد   | ملیح‌السلطنه                  | همسر دامبول‌السلطنه                                                                               |
| دریا امینیان     | منیژالسطنه                   | همسر داموس‌الملک                                                                                  |
| آزاده مهدی‌زاده   | ژوزفین                       | ندیمه کاترین                                                                                     |
| احمد یاوری       | آقای مظفری                   | صاحبخانه نیما                                                                                    |
| مهدی باطبی       | مستشارالملک سابق             | زندانی                                                                                           |
| میرطاهر مظلومی   | لطفعلی‌خان زند                | شاه زندیه، پادشاه واقعی ایران                                                                    |
| امیرحسین رستمی   | علاف الدوله                  | به ظاهر پسر جهانگیرشاه                                                                           |
| رامین ناصرنصیر   | بلوکات                       | از ساکنان ساختمان در زمان حال، وکیل و عضو سنای همایونی                                           |
| یوسف صیادی       | فری، فری‌السلطنه              | صاحب ساندویچی و کافی‌شاپ در زمان حال، آشپز مخصوص قبله عالم                                        |
| سعید امیرسلیمانی | هوتن                         | از ساکنان ساختمان در زمان حال                                                                    |
| آرش نوذری        | آقای پرنیان، پری‌الدوله       | مدیر ساختمان در زمان حال، ملیجک دربار                                                            |
| مه‌لقا باقری      | زیبا خانم                    | از ساکنان ساختمان در زمان حال                                                                    |
| سپند امیرسلیمانی | ارشیا ادیب                   | لیسانس فیزیک و سرایدار ساختمان در زمان حال                                                       |

## قسمت‌ها
| خلاصهٔ داستان هر مجموعه |
| ۱ |
| --- |
| داستان با نیما زند کریمی که استاد دانشگاه در رشتۀ تاریخ است، آغاز می‌شود. او از لحاظ مالی در مضیقه است و پس از مدتی به این نتیجه می‌رسد که کسی در این کشور به فوق لیسانس تاریخ اهمیتی نمی‌دهد و تصمیم می‌گیرد به‌طور کلی تاریخ را کنار بگذارد و سعی می‌کند همهٔ کتاب‌هایی را که در این زمینه دارد، به کتابخانه اهدا کند. اما وقتی که می‌خواست همۀ کتاب‌هایش را اهدا کند، با دختری به نام رؤیا اتابکی آشنا می‌شود که دانشجوی علاقه‌مند و مطلع از رشتۀ تاریخ بوده و در حال تکمیل پایان‌نامهٔ خود است. آنها در ادامه، به دنبال موضوعی راجع به پنج سال از تاریخ اواخر دورهٔ زندیه به راه می‌افتند. در حالی که از هم جدا شده‌اند، تلفنی مشکوک به نیما می‌شود که او را برای پیدا کردن جواب سؤالاتش به کاخ نیاوران دعوت می‌کند. در آنجا نیما قهوه‌ای تلخ می‌نوشد و پس از آن، با صحنه‌های عجیبی روبه‌رو می‌شود. مراسم سومین سالگرد تاجگذاری جهانگیرشاه دَوَلو در حال برگزاری است که در تهران تاجگذاری می‌کند. نیما ابتدا فکر می‌کند که این یک نمایش تئاتر کمدی تاریخی است و همۀ افراد، بازیگر هستند و با حرکات جمع به خنده می‌افتد که (در اواخر قسمت سوم) شاه از دست او عصبانی شده و دستور می‌دهد تا در ملأ عام، سر از تنش جدا کنند. اما با وساطت خوابگذار نستر آقاخان داموس الملک، وی را به زندان می‌برند و قرار می‌شود که فردا او را به قتل برسانند. نیما در آنجا از طریق یکی از زندانیان متوجه می‌شود که در چه برههٔ تاریخی‌ای گرفتار شده است. |
| ۲ |
| نیما که در آستانۀ اعدام قرار گرفته، لحظاتی قبل از اجرای حکم، با توجه به اطلاعاتی که در روزگار خود در رابطه با آن دورۀ زمانی (و به کمک رؤیا اتابکی) به‌دست آورده، زلزله را پیشگویی می‌کند و جان جهانگیر شاه را از مرگ نجات می‌دهد؛ بدین ترتیب، از مرگ نجات یافته و در داخل دربار، به او لقب مستشارالمُلک(معاون و مشاور ارشد شاه) داده می‌شود. |
| ۳ |
| از آنجا که هیچ‌کدام از همسران شاه برای او پسر به دنیا نیاورده‌اند، جهانگیر شاه نگران می‌شود و به فکر ازدواج با دختری دیگر می‌افتد تا برای حکومت، وارثی بیاورد تا پسر جهانگیر، بعد از او حاکم ایران شود؛ برای همین، برای دیدار با امپراتور روسیه به آنجا سفر می‌کند و در آنجا با زنی به نام کاترین پسرزا آشنا می‌شود و به او لقب سوگلی دربار را می‌دهد. |
| ۴ |
| کاترین پسرزا تصمیم به کم کردن روی فخرالتاج گرفته و به جهانگیر شاه می‌گوید تا برایش عروسی مجللی بگیرد. در این بین نیما (مستشارالملک)، به عنوان مسئول عروسی انتخاب می‌شود و از سوی دیگر، فخرالتاج قصد به هم زدن این عروسی را دارد. نیما به دلیل تهدیداتی که از سوی فخرالتاج به او شده است، می‌ترسد تا اگر به حرف او گوش ندهد عوامل فخرالتاج زیرآبش را پیش شاه می‌زنند. برای همین به این فکر می‌افتد که بهانه‌ای جهت بر هم زدن عروسی بیاورد و به شاه می‌گوید که کسانی قصد دارند تا شاه را ترور کنند و مراسم عروسی عقب می‌افتد. |
| ۵ |
| اشتباهی صورت می‌گیرد و به جای سوءقصدکنندگان ظاهری، سوءقصدکنندگان واقعی وارد قصر می‌شوند و تا بالای سر جهانگیر شاه می‌رسند و تصمیم می‌گیرند تا شاه را بکشند. بلدالملک، وزیر کشور شاه، از راه می‌رسد و از جان پادشاه محافظت می‌کند. فردای آن روز، کاترین تصمیم می‌گیرد تا برای شاه، یک مهمانی به مناسبت رفع بلا برگزار کند. در مراسم و در حین هدیه دادن الماس کوه نور به کاترین توسط شاه، نازخاتون، دختر اعتماد الملک که در فرانسه تحصیل می‌کرد، به کاخ برمی‌گردد. |
| ۶ |
| داستان این مجموعه دربارهٔ نازخاتون و عشق برزو، وزیر جنگ شاه، به وی است. از طرفی هم از آنجایی که نازخاتون بسیار شبیه رؤیا اتابکی است، مستشارالملک تصور می‌کند که وی هم مانند خودش با قهوه به این دوران آمده است، ولی با بررسی بیشتر می‌فهمد که نازخاتون در واقع جد رؤیا اتابکی است و خود، عاشق او می‌شود. البته با برزوخان مشکل پیدا می‌کند. |
| ۷ |
| مستشارالملک برای پس گرفتن چمدانش، مجبور می‌شود برای بیخودی الملک پسر صدر اعظم، کلاس برگزار می‌کند و به او نحوهٔ صحبت و ابراز علاقه با لعبت، دختر شاه، را آموزش می‌دهد. بیخودی، پیش لعبت می‌رود و لعبت از سر ناچار، پیشنهاد ازدواج او را قبول می‌کند. در حین بله گفتن لعبت به خواستگاری بیخودی الملک، بلوتوث کبیر(کسی که ادعا کرده بود که شاهزادۀ یونانی است و از دست سربازان عثمانی فرار کرده است) وارد کاخ می‌شود. درباریان به خصوص بیخودی الملک که از بلوتوث خوششان نمی‌آید، نقشۀ قتل بلوتوث را می‌کشند و … . |
| ۸ |
| درباریان تصمیم می‌گیرند تا بلوتوث را بربایند. بلوتوث با زرنگی، لباس خود را با بیخودی عوض می‌کند و ربایندگان به جای آن، بیخودی را می‌ربایند. با ناپدید شدن بیخودی الملک، اتابک اعظم با همدستی نظمیه، بلوتوث را مسئول این واقعه قلمداد می‌کنند و مستشار را هم به جرم همکاری با او زندانی می‌کنند. دادگاه محاکمه بلوتوث و مستشار برگزار می‌شود و در پایان دادگاه، نازخاتون به توطئه توسط پدرش اعتراف می‌کند و درباریان به زندان می‌افتند. بلوتوث آنها را می‌بخشد و درباریان آزاد می‌شوند و بلوتوث به سِمَت مشاور ارشد قبلۀ عالم می‌رسد. |
| ۹ |
| توپولوف، برادر کاترین، از راه می‌رسد و این دو طی توطئه‌ای، باعث اخراج بلوتوث و مستشار از کاخ می‌شوند. سپس توپولوف، برزوخان سپهسالار، وزیر دفاع، را از کار برکنار می‌کند و خود به ریاست وزارت دفاع و پشتیبانی نیروهای مسلح دربار منصوب می‌شود. |
| ۱۰ |
| توپولوف به خواستگاری لعبت می‌رود و دستور قتل مستشار و بلوتوث را می‌دهد. آن‌ها که دنبال راهی برای بازگشتند، با کمک برزوخان، مدرکی علیه توپولوف مهیا کرده و او را به زندان می‌اندازند و سپس بلوتوس با لعبت ازدواج می‌کند. |
| ۱۱ |
| جهانگیرشاه بیمار می‌شود و قادر به اداره دربار نیست؛ بنابراین طی حکمی، بلوتوس را جانشین خود اعلام می‌کند. مستشار و بلوتوس هم تصمیم می‌گیرند که سر و سامانی به اوضاع دربار بدهند که در همین حین، قیصر الملوک خواهر بزرگ شاه وارد کاخ می‌شود. |
| ۱۲ |
| کاترین به همراه ژوزِفین و توپولوف، به دلیل اینکه بچه‌های او هم دختر بودند و برای جهانگیر شاه پسر نزاییده، از کاخ اخراج می‌شوند. مستشار که علت عقب ماندگی مملکت را بی‌سوادی شاه و درباریان می‌داند، تصمیم می‌گیرد با تشکیل کلاس درس، به درباریان و وزرا سواد بیاموزد. |
| ۱۳ |
| بلوتوس که برگزاری کلاس‌های سواد آموزی توسط مستشار را به نفع خود نمی‌داند، به فکر توطئه‌ای است که مستشار را از ادامه کار منصرف کند. در نتیجه کاری می‌کند که قیصر السلطنه با مستشار ازدواج کند؛ اما بعد متوجه می‌شود که اشتباه کرده و ممکن است مستشار از طریق قیصر السلطنه، بعد از جهانگیر شاه به پادشاهی برسد و او خود پادشاه نشود؛ سپس سعی می‌کند تا ازدواج مستشار و قیصر السلطنه را به‌هم بزند. |
| ۱۴ |
| مراسم خواستگاری مستشار و قیصر السلطنه، به دلیل لوزه نشان دادنِ مستشار به هم می‌خورد. شاه به خاطر این کارِ مستشار بیمار می‌شود و مجدداً قصد اعدام او را دارد؛ اما مستشار با معالجه شاه، بار دیگر از مرگ نجات می‌یابد. |
| ۱۵ |
| برزوخان به خواستگاری نازخاتون می‌رود. مستشار از این موضوع به شدت متأثر و غمگین شده و دربارهٔ این اتفاق، با بلوتوس مشورت می‌کند. بلوتوس که این وصلت را به نفع خود نمی‌داند، به فکر توطئه‌ای می‌افتد. |
| ۱۶ |
| الیزه پادشاه موناکو، وارد دربار می‌شود. برزو خان که درگیر مراسم ازدواج با نازخاتون می‌باشد، عاشق الیزه می‌شود و توطئه بلوتوس جواب می‌دهد. الیزه که می‌خواهد گاز را از ایران به کشور خودش ببرد، این پیشنهاد را به جهانگیرشاه می‌دهد؛ ولی مستشار مانع از امضای قرارداد می‌شود. الیزه به برزو خان می‌گوید که از جهانگیر شاه امضاء بگیرد و برزو خان از نادانی جهانگیرشاه استفاده و از او امضاء می‌گیرد. سپس مستشار، از اصلاح کردن وضع درباریان و شاه ناامید شده و تصمیم می‌گیرد که به شیراز، مرکز حکومت زندیه برود؛ اما نازخاتون به نزد او می‌رود و می‌گوید که به او علاقه دارد و از او می‌خواهد تا با هم به کاخ برگردند. |
| ۱۷ |
| مستشار و نازخاتون با هم ازدواج می‌کنند. بلوتوس از قدرت گرفتن مستشار در کنار اتابک اعظم ترسیده و به او اعتماد ندارد، اما مستشار او را قانع می‌کند و به او توضیح می‌دهد که می‌توانند به طریقی از تمام قدرت نزد شاه کم کنند؛ بنابراین تصمیم می‌گیرند که مجلس سنا را تشکیل دهند. اعضای این مجلس عبارت اند از: مستشار، بلوتوس (مشاور ارشد شاه)، باباشاه (پدر شاه)، فخرالتاج (همسر شاه)، داموس الملک (اعضای انتصابی) و دواء الملک، دامبول السلطنه، قرقی (آشپز شاه)، بلدالملک (وزیر کشور). |
| ۱۸ |
| نازخاتون و لعبت، به دنبال جلب رضایت باباشاه برای ازدواج بابااتی و قیصرالملوک هستند. مستشار با همکاری بلوتوس، اولین جلسه مجلس سنا را تشکیل می‌دهد. |
| ۱۹ |
| به دلیل بی‌کفایتی و عدم صلاحیت درباریان، مستشار با حکم شاه، تصمیم می‌گیرد تمامی درباریان را عوض کند. اما شاه منظور او را بد فهمیده و به جای اینکه افراد لایق را سر کار بیاورد، تنها جای درباریان را با هم عوض می‌کند؛ بنابراین اوضاع مملکت به شدت به هم می‌ریزد. |
| ۲۰ |
| شاه افسرده می‌شود و درباریان تصمیم می‌گیرند او را به شکار ببرند تا حال او بهتر شود. درپی ماجراهایی، بلوتوس ناپدید می‌شود… |
| ۲۱ |
| در پی این ماجرا، اتهام قتل بلوتوس به مستشار زده می‌شود و او برای چندمین بار به زندان می‌افتد. ناگهان نامه‌ای از لطفعلی خان زند به جهانگیر شاه فرستاده می‌شود و خبر به تهران آمدن خود را می‌دهد؛ به همین دلیل با کلک‌های فراوان، مستشار را از زندان آزاد کرده و مقام شاه را به او می‌دهند و خود به شکل رعیت در می‌آیند. |
| ۲۲ |
| لطفعلی خان زند وارد می‌شود. درباریان، کشتن والی تهران را گردن نیما می‌اندازند و… در اواسط این مجموعه، لطفعلی خان از تهران می‌رود و قبل از رفتن، سخنرانی تکان‌دهنده و طعنه آمیزی خطاب به درباریان می‌کند: «ما باید گریه کنیم به حال این ملک. ما که از همه چیز و همه کس دل بریدیم. شما هم به هیچ‌کس دل نبندید. بترسید از مالی که به زور ستانده شود. بترسید از خونی که به ناحق ریخته شود. بترسید از آهی که از ته دل کشیده شود. خداوند این سرزمین را از ظلم و ستم و جهل و فریبکاری و خرافات محفوظ بدارد.» |
| ۲۳ |
| مستشار که پس از خلع مقام شاهی خود از سوی شاه و درباریان، مطلع شده که آن‌ها برای او توطئه کرده بودند، قصد سفر به گرگان، برای دیدار لطفعلی خان را دارد. اما درباریان برای جلوگیری از رفتن او به گرگان، دسیسه‌ای چیده و او را معتاد می‌کنند… |
| ۲۴ |
| در پی معتاد شدن نیما، همه مردان دربار که به اعتیاد متهم شده‌اند، تصمیم می‌گیرند که او را دوباره به حال اول برگردانند و موفق می‌شوند. درباریان برای از میان بردن جانشین شاه، یعنی فرزند قیصر الملوک، نقشه‌ها می‌کشند و در پایان یک ببر وحشی و بی رحم را برای ترساندن قیصر الملوک باردار به کاخ می‌آورند؛ اما نقشه‌هایشان نمی‌گیرد. پس از مدتی غیبت، بلوتوس با ظاهری تازه بازمی‌گردد… |
| ۲۵ |
| بازگشت بلوتوس با ظاهر تازه اش، باعث از هوش رفتن قیصرالسلطنه و از دست رفتن بچه اش و در نتیجه، نقش بر آب شدنِ نقشه‌هایش می‌شود. به مناسبت چهارمین سالگرد تاجگذاری جهانگیرشاه، بلوتوس پیشنهاد برپایی تئاتر را به شاه می‌دهد. در هنگام برگزاری جشن، بلوتوس به الماس کوه نور و قهوه تلخِ سفر در زمان دست پیدا می‌کند و به مستشار، پیشنهاد برگشتن به زمان خود را می‌دهد. او هم بعد از بلوتوس، با نازخاتون بر می‌گردد. البته درباریان هم دنبال آن‌ها راه می‌افتند. |
| (شروع سری جدید قهوه تلخ)۲۶ |
| مستشار به همراه سایر درباریان و با خوردن قهوهٔ تلخ، به عصر کنونی (تهران ۱۳۹۰ در دوره محمود احمدی‌نژاد) قدم می‌گذارند و زندگی جدید و چالش‌های جدید و آپارتمان نشینی آنها آغاز می‌گردد… |
| ۲۷ |
| زندگی جدید و آپارتمان نشینی، مشکلات تازه‌ای را برای اهالی ساختمان ایجاد می‌کند و باعث می‌شود نیما برای چندمین بار به کلانتری برود. |
| ۲۸ |
| جشن چهارمین سالگرد تاجگذاری و مراسم گردن زنی مستشار، در آپارتمان برگزار می‌شود. پرنیان (مدیر ساختمان) به پلیس گزارش داده و تمامی اهالی دربار دستگیر می‌شوند. پس از آزادی، درباریان موظف می‌شوند که بیرون از خانه کار کنند تا بتوانند مخارج خود را تأمین کنند… |
| ۲۹ |
| شاه تصمیم می‌گیرد در یک کافی‌شاپ و در حضور جمع، از زیبا خواستگاری کند. ولی این اتفاق نمی‌افتد؛ چون پس از مراسم قهوه خوران، همهٔ اهالی دربار به همراه آدم‌های جدید، به زمان خود و به کاخ جهانگیرشاه بازمی‌گردند و مناسبات جدیدی آغاز می‌شود… |
| ۳۰ |
| فخرالتاج که ماجرای خواستگاری شاه از زیبا را فهمیده است، از شدت عصبانیت تصمیم به قتل شاه می‌گیرد. پس از انجام این کار، تمام اهالی دربار متهم به این اتفاق هستند و در آخر برزوخان و بلدالملک، به مستشار خیانت کرده و او را قاتل جهانگیرشاه قلمداد می‌کنند. |
| ۳۱ |
| پس از به هوش آمدن شاه، بر اثر ضربه وارده بر سر او، شخصیت وی عوض شده، به دوران جوانی خود که گوسفندچرانِ والی تهران بوده بر می‌گردد و با همگان به عدالت رفتار می‌کند. به همین دلیل، مستشار از این فرصت ایده‌آل استفاده کرده و تمامی مناسبات دربار عوض می‌شود… |
| ۳۲ |
| درباریان که وضعیت جدید شاه را نمی‌توانند تحمل کنند، به فکر توطئه‌ای هستند که شرایط را به حالت اول درآورند و با وجود مبارزه‌های زیاد مستشار، سپس همه چیز به حالت اول بر می‌گردد. |
| ۳۳ |
| بعد از طلاق غیابی لعبت از بلوتوس، بانوان دربار از روی حسادت، همگی خواهان طلاق از همسران خود شده‌اند و مستشار از این اقدام آنها در بهت و تعجب به سر می‌برد… |
| ۳۴ |
| وضعیت دربار اصلاً مورد قبول مستشار نیست؛ زیرا تمام درباریان به خوشگذرانی پرداخته‌اند و برای شاه تلویزیون ساخته‌اند و اصلاً به فکر آغامحمدخان قاجار که تا مدت کوتاهی دیگر به تهران حمله می‌کند و آنها را به طرز فجیعی می‌کشد، نیستند. در همین حین، لعبت دزدیده شده و گروگانگیران در قبال آزادی او، از پادشاه درخواست پول خیلی زیادی می‌کنند. درباریان درگیر این ماجرا شده تا … |
| فینال |
| آخرین مجموعه از سریال قهوه تلخ، به دلایل نامعلومی تولید و پخش نشد. اما چند سال بعد، مهران مدیری در طی مصاحبه ای در برنامه تلویزیونی خندوانه از وقایع مجموعه آخر و پایان سریال گفت: با حمله آغامحمدخان قاجار و تسخیر دربار، بلوتوس مستشار را به زمان حال و در برج میلاد تهران می‌آورد و مستشار تمام خاطرات خود از دربار شاه را در قالب کتابی ۳۰۰ صفحه ای منتشر می‌کند. |

## تولید

### لوکیشن
ساخت دکور این مجموعه، از مهر ۱۳۸۸ و در مکان سابق ضبط سریال طنز شب‌های برره انجام گرفت.

### موسیقی
مهران مدیری، برای تیتراژ ابتدای این سریال نیز مانند دو کار قبلی خود، شب‌های برره (موسیقی خراسانی) و باغ مظفر که از سروده‌های ملک‌الشعرای بهار استفاده کرده بود، یکی دیگر از ترانه‌های قدیمی ایران را با صدای خودش بازخوانی کرده است. تصنیف «امشب شب مهتابه»، سروده و آهنگ آن نیز ساخته علی‌اکبر شیدا است. این اثر بارها توسط خوانندگان مختلف اجرا شده است. بازسازی این آهنگ مانند شب‌های برره و باغ مظفر، توسط بهرام دهقانیار صورت گرفته است.
ساخت و انتخاب موسیقی این سریال، به عهدهٔ فرهاد مدیری، فرزند مهران مدیری بوده است. گفته شده وی برای انتخاب موسیقی‌های متنوع، آزاد بوده است.

## میزان فروش
گفته می‌شود که این مجموعه، در یک روز پس از ارائه در سیستم ویدئویی، نیم میلیون نسخه فروش داشته است.

## پخش

### اخبار پیرامون پخش در شبکهٔ سه سیما
اصغر پورمحمدی، رئیس شبکهٔ ۳ سیمای جمهوری اسلامی ایران، در خردادماه ۱۳۸۸، در مصاحبه با خبرگزاری فارس، خبر از ساخت سریالی به کارگردانی مهران مدیری، با مضمون سال اصلاح الگوی مصرف داد.
در مرداد ۱۳۸۸، هاشم رضایت، قائم مقام مدیر شبکه ۳ سیما اعلام کرد که سریال جدید مهران مدیری، در ۵۰ یا ۹۰ قسمت برای پخش در شب‌های پاییز ساخته خواهد شد.
در مهرماه ۸۸، اعلام گردید مهران مدیری ساخت سریال جدید خود را با عنوان قهوهٔ تلخ آغاز کرده است و از اول آبان‌ماه، پخش آن شروع می‌شود. در آبان‌ماه ۸۸، این سریال پخش نشد و هاشم رضایت در مصاحبه با خبرگزاری فارس، از توقف ساخت این سریال خبر داد و علت آن را تغییر دکور اعلام کرد و خبر از پخش آن پس از دههٔ اول محرم داد.
در دی‌ماه ۸۸، اعلام شد که مجموعهٔ مهران مدیری، از اواخر بهمن ماه و پس از پایان ایام عزاداری آخر ماه صفر، روی آنتن شبکهٔ ۳ سیما خواهد رفت؛ اما سریال پخش نشد.
در خردادماه ۱۳۸۹، مهران مدیری در حاشیهٔ برگزاری نشست بررسی ویژگی طنز در آثارش در حوزهٔ هنری، اعلام کرد که وضعیت پخش این کار از تلویزیون اصلاً مشخص نیست. او گفت که برخلاف آنچه در رسانه‌ها مطرح شده، واقعاً چیزی در این زمینه مشخص نشده و تا ۱۰ الی ۲۰ روز آینده مشخص خواهد شد که آیا قهوهٔ تلخ از تلویزیون روی آنتن خواهد رفت یا به‌صورت سی‌دی پخش خواهد شد.
مرتضی میرباقری، معاون شبکهٔ ۳ سیما، در اواخر خردادماه ۸۹ اعلام کرد که قهوهٔ تلخ به کارگردانی مهران مدیری، به سفارش صدا و سیما ساخته نشده است. در نهایت در تیر ماه ۸۹، محمودرضا تخشید، مدیر گروه فیلم و سریال شبکه ۳، در نشست خبری مدیران شبکه ۳ اعلام کرد که هیچ احتمالی برای پخش این کار از تلویزیون وجود ندارد.
عزت‌الله ضرغامی، رئیس وقت صدا و سیمای ایران، پس از شروع توزیع سریال، در تاریخ ۱۲ مهر ۱۳۸۹ اعلام کرد: «سریال قهوهٔ تلخ را ما نساخته‌ایم و مورد تأیید ما نیست.»

### توزیع در شبکهٔ نمایش خانگی
در پی برنامه‌ریزی انجام‌شده جهت پخش این سریال در شبکهٔ نمایش خانگی، می‌بایست این سریال به صورت لوح فشرده از ۲۱ شهریور ماه، در مراکز عرضهٔ فیلم و سوپر مارکت‌ها در سراسر ایران توزیع می‌گردید. این وعده محقق نشد و مهران مدیری با ارسال نامه‌ای به خبرگزاری فارس در تاریخ ۲۱ شهریور، از این بابت از مردم عذرخواهی کرد. در این نامه، وی وعده داد سریال با ۲ روز تأخیر در دسترس عموم قرار خواهد گرفت. در قسمت اول مجموعه و پیش از آغاز سریال، مهران مدیری در ویدیوی کوتاهی از مردم خواست از کپی کردن لوح‌های فشرده این مجموعه جداً خودداری کنند.
کارشناسان رسانه، دلایل احتمالی مختلفی را برای پخش نشدن سریال از شبکه ۳ سیما عنوان کرده‌اند؛ از جمله:
۱- حاصل نشدن توافق مالی تهیه‌کنندهٔ مجموعه با صدا و سیما که از اختلاف بر سر دریافت حق پخش آگهی‌های تبلیغاتی منشأ گرفته است.
۲- وجود ممیزی‌های سنگین صدا و سیما بر مجموعه‌های تلویزیونی به نمایش درآمده از آن. نبود این محدودیت در وزارت ارشاد، موجب شد تا این مجموعه با گرفتن مجوز از وزارت ارشاد، تمایل پیدا کرد که در شبکهٔ نمایش خانگی توزیع گردد.
پخش سری هفتم این سریال، به دلیل رعایت نکردن حق انتشار آن و پخش غیرقانونی قسمت‌های قبلی در شهرستان‌ها، به تعویق افتاد.

#### نحوهٔ توزیع در شبکهٔ نمایش خانگی
هر هفته، سه قسمت از این مجموعه، در سه عدد سی‌دی یا یک دی‌وی‌دی منتشر می‌شد. دی‌وی‌دی شامل فهرست (منو) است و از نظر کیفیت تصویر، بسیار بهتر از نسخهٔ سی‌دیِ مجموعه است. پس از پایان پخش قسمت آخر هر دیسک، تبلیغی از سریال پخش می‌شود که از طریق منوی دی‌وی‌دی در دسترس نیست. در هر دو نسخه، قبل از شروع هر قسمت، چند دقیقه تبلیغات بازرگانی پخش می‌شود.
بسته‌بندی سی‌دی، مقوایی و بسته‌بندی نسخهٔ دی‌وی‌دی، قاب پلاستیکی است. قیمت نسخه‌های سی‌دی و دی‌وی‌دی، یکسان و ۲۵٬۰۰۰ ریال است.

### از دست دادن درآمد احتمالی صدا و سیما
برخی پخش این سریال در شبکهٔ نمایش خانگی، به عوض تلویزیون را منجر به از دست دادن درآمد احتمالی صدا و سیما از محل فروش آگهی برای این سریال می‌دانند. در حالی که اولین گام‌های ساخت این سریال، به تشویق و توسط خود رسانهٔ ملی انجام گرفت، ولی بعداً با بررسی چند قسمت آماده شده از سریال توسط مسئولان آن سازمان، اختلاف‌ها بر سر نحوهٔ ساخت سریال و محتوای آن پدیدار شد. صدا و سیما از بابت محدودیت‌های رسانه‌ای که برای خود قائل است و برخی محافظه‌کاری‌ها، ترجیح داد پروژه را متوقف کند. این تصمیم و تشدید اختلاف نظرها، موجب تعطیلی چندروزهٔ فیلم‌برداری، بعد از ضبط قسمت ۴۰ شد. اما با مذاکرهٔ تهیه‌کنندگان مجموعه با حامیان خصوصی برای تأمین مالی، ضبط سریال متوقف نشد. ممکن است صدا و سیما، با تغییر تصمیم خود از موافقت ابتدایی به مخالفت با ادامهٔ ساخت آن، درآمد احتمالی از آگهی‌های قابلِ‌فروش برای قبل و بعد و میان سریال را از دست داده باشد.

## تشویق‌ها به خرید نسخهٔ اصلی مجموعه

### صحبت‌های مهران مدیری پیش از آغاز مجموعه
مهران مدیری، خود شخصاً در یک قسمت ۱۰ دقیقه‌ای قبل از آغاز سریال، جلوی دوربین حاضر شده است و به‌طور مستقیم با مردم صحبت کرده است. یکی از تأکیدهای اصلی او در این صحبت‌ها، این است که مخاطبانش این مجموعه را کپی نکنند و کپی هم نخرند.

### جوایز و قرعه‌کشی‌ها
برای تشویق بیشتر مردم به خرید این مجموعه، جوایزی برای خریداران بسته‌های اصل در نظر گرفته شده بود.

### برخورد با متخلفان
با وجود درخواست‌های مهران مدیری مبنی بر کپی نکردن قسمت‌های مجموعه، متخلفان اقدام به قرار دادن لینک‌های دانلود سریال، در برخی وبگاهها و وبلاگهای اینترنت نمودند که با واکنش وزارت ارشاد روبه‌رو شد و این سازمان تعهد کرد در برخورد با این قبیل سایت‌ها، از ابزار تذکر و فیلترینگ استفاده کند.

## دربارهٔ سریال
- تشکلی با عنوان «حامیان و دیده‌بانان حقوق حیوانات»، با انتشار بیانیه‌ای نسبت به پوشش بازیگران سریال «قهوهٔ تلخ» که بیشتر از پوست حیوانات تشکیل شده بود، اعتراض کردند. درخواست این گروه آن بود که از تبلیغ چنین پوششی که منجر به خطر افتادن حیوانات می‌شود، جلوگیری کنند.[۱۴]
- سری چهارم قسمت‌های این مجموعه که قرار بود ۱۰ مهر توزیع شود، به دلیل هم‌زمانی با سالروز درگذشت جعفر صادق (امام ششم شیعیان)، توزیع نگردید و روز سه‌شنبه سیزدهم مهرماه توزیع شد.[۱۵]
- مهران مدیری، به دلیل مصادف شدن توزیع سری دهم این مجموعه با روز جهانی ایدز، در ابتدای این سری در گفتگویی با مردم، در خصوص بیماری ایدز و روش‌های انتقال آن توضیحاتی به مردم ارائه کرد. وی در این مصاحبه، روبان قرمزی که نماد بین‌المللی جمعیت مقابله با ایدز می‌باشد، بر لباس خود داشت.[۱۶]
- توزیع سری یازدهم مجموعهٔ قهوهٔ تلخ، به دلیل فرارسیدن ماه محرم، متوقف و سری یازدهم این مجموعه که قسمت‌های ۳۱، ۳۲ و ۳۳ سریال را تشکیل می‌داد، پس از دههٔ آخر محرم توزیع گردید.[۱۷]
- پشت صحنه و تبریک عید بازیگران، در دو سی‌دی به همراه مجموعهٔ نوزدهم، قبل از عید توزیع شد و به همین دلیل، قیمت این مجموعه ۴۵۰۰ تومان بود.
- مجموعهٔ بیستم قهوهٔ تلخ، پس از عید ۹۰ و بعد از گذشتن چند روز از وعدهٔ مدیری، با حذف شخصیت امیرحسین رستمی (پسر جهانگیر شاه) توزیع شد.
- در پایان مجموعهٔ بیست‌وپنجمِ سریال، مهران مدیری کارگردان سریال، در ویدئویی پیش از فیلم، ضمن سپاس‌گزاری از مردم به خاطر همراهی ایشان، از آنان خواست که تا یک ماه دیگر منتظر سری جدید مجموعه با حال‌وهوای جدیدتری باشند. وی دلیل آن را یکنواخت شدن آن خواند. اما پس از گذشت چندماه، وعدهٔ مهران مدیری تحقق نیافت و مجموعهٔ ۲۶ به‌صورت قاچاق به بازار آمد.
- در تاریخ ۲۴ آذر ۱۳۹۰، پیام کوتاهی از طرف قهوهٔ تلخ به شرکت‌کنندگان قرعه‌کشی، مبنی بر لو رفتن سری ۲۶ سریال قهوه تلخ ارسال شد. در این پیام، از مردم خواسته شده بود از خرید نسخهٔ تقلبی خودداری نمایند و منتظر نسخهٔ اصل بمانند.
- در پی نامعلوم بودن ادامهٔ فیلم‌برداریِ مجموعهٔ قهوهٔ تلخ، بازیگران قراردادهای خود را فسخ کرده‌اند و احتمالاً ادامهٔ قهوه تلخ (مجموعهٔ ۲۶ به‌بعد) پخش نخواهد شد.[۱۸]

پس از انتشار نسخهٔ قاچاق سری ۲۶ مجموعهٔ «قهوهٔ تلخ»، وزارت فرهنگ و ارشاد اسلامی، ساخت ادامهٔ این سریال را به حالت تعلیق درآورد تا تکلیف نسخهٔ قاچاق روشن شود…
بنابراین گزارش، پس از گذشت چند ماه، سرانجام تکلیف مجموعهٔ «قهوهٔ تلخ» روشن شد و تهیه‌کنندگان مجموعه قصد دارند قسمت‌های جدید این سریال را بسازند. علی‌رغم برخی اخبار منتشر شده مبنی بر پایان «قهوهٔ تلخ» در دو قسمت اخیر، سازندگان آن قصد دارند داستان را به روال قبل ادامه دهند.
این مجموعه از ۱۲ اردیبهشت ۹۱، مثل روال قبل پخش می‌شود.
همچنین سازندگان این مجموعه، از رفتن به آینده پشیمان شدند و قرار است در سری ۲۶ و ۲۷ و ۲۸، فقط داستان در زمان حال روایت شود و دوباره اهالیِ قهوهٔ تلخ به دربار خودشان برگردند…
- به گفتهٔ خشایار الوند و امیر مهدی ژوله، این سریال ۱۰۸ قسمت (۳۶ مجموعه) شده است و از مجموعهٔ ۲۹ به بعد، همهٔ درباریان به همراه آدم‌های جدید به گذشته می‌روند و داستان در گذشته روایت می‌شود.
- انتظار برای دریافت جوایز

برندگان آپارتمان این مجموعه، بعد از دو سال جوایز خود را دریافت نکردند. در همین راستا، مسعود ناطقی جهرمی با جام جم مصاحبه کرد.
- «قهوهٔ تلخ»، موضوع نخستین پایان‌نامه کارشناسی ارشد، در حوزه شبکه نمایش خانگی:

بنابر گفته‌های این دانشجو، بیش از ۷۰ درصد از شهروندان تهرانی معتقدند که سریال قهوهٔ تلخ، در نگاه تأثیرگذار به آسیب‌های فرهنگی موفق بوده و به ترتیب پیام‌هایی با محتوای آموزشی، طنز، انتقادی و واقع‌گرایی داشته است. از دیدگاه مخاطبان، صداقت، افزایش تلاش برای رفاه خانواده، انعطاف‌پذیری در مورد نظرات دیگران، رعایت حقوق دیگران، کمک به دیگران، شرکت در فعالیت‌های خیریه، برخورد بیش از پیش با خون‌سردی، ترجیح به بودن در کنار خانواده، کاهش بدگویی از دیگران، کاهش تمسخر، استهزا و رفتار نامناسب، از جمله رفتارهایی بود که پس از مشاهدهٔ سریال قهوهٔ تلخ در آن‌ها تقویت شده بود.
- پس از مدتی، مهران مدیری در ویدئویی، توضیحاتی در مورد اینکه چرا قهوهٔ تلخ قسمت پایانی نداشت و همچنین تکلیف جوایز وعده‌داده‌شدهٔ این مجموعه و همچنین خبر ساخت مجموعهٔ جدید او را می‌داد.[۲۲][۲۳]

ادعای اهدای یک بسته از دی‌وی‌دی‌های این سریال به محمود احمدی‌نژاد و ائمهٔ جمعه، با واکنش‌های متفاوت موافقان و مخالفان آن روبه‌رو شد.

برخی داستان این سریال را یک اقتباس از کتاب ماشاءالله خان در دربار هارون‌الرشید، چاپ ۱۳۵۴ و به قلم ایرج پزشک‌زاد می‌دانند.
- در این سریال، شخصی به نام اختر الملوک وجود دارد که در دنیای واقعی، دختر ناصرالدین شاه بوده و و در یک‌ماهگی فوت کرده است
- برزو ارجمند با انتشار پستی در اینستاگرام پیشنهاد داد که قسمت آخر سریال قهوهٔ تلخ مهران مدیری بعد از ۱۲ سال ساخته شود.

این بازیگر با انتشار تصاویری از سریال «قهوهٔ تلخ» نوشت:
«پرخاطره‌ترین کارم در این ۲۷ سال، کنار یک گروه درجه یک، بازیگرهای خلاق و کاربلد، کاری پر از لذت که از خاطر هیچ‌کدوم از ما پاک نمی‌شه، خدا رحمت کنه عارف، خشایار، آقای جوانشیر، که هرکدوم سهم ویژه‌ای تو این کار داشتن، هنوز هم معتقدم قسمت پایانی این کار باید ساخته بشه حتی بعد از دوازده سال.»

## جوایز و نامزدها
| ۱۳۹۰ | دوازدهمین جشن حافظ |                                  |                               |          |
| ۱۳۹۰ | دوازدهمین جشن حافظ | بهترین مجموعهٔ تلویزیونی          | حمید آقاگلیان و مجید آقاگلیان | برنده    |
| ۱۳۹۰ | دوازدهمین جشن حافظ | بهترین کارگردان تلویزیونی        | مهران مدیری                   | نامزدشده |
| ۱۳۹۰ | دوازدهمین جشن حافظ | بهترین فیلم‌نامهٔ تلویزیونی        | امیرمهدی ژوله و خشایار الوند  | نامزدشده |
| ۱۳۹۰ | دوازدهمین جشن حافظ | بهترین بازیگر مرد کمدی تلویزیونی | مهران مدیری                   | برنده    |
| ۱۳۹۰ | دوازدهمین جشن حافظ | بهترین بازیگر مرد کمدی تلویزیونی | سیامک انصاری                  | نامزدشده |
| ۱۳۹۰ | دوازدهمین جشن حافظ | بهترین بازیگر مرد کمدی تلویزیونی | برزو ارجمند                   | نامزدشده |
| ۱۳۹۰ | دوازدهمین جشن حافظ | بهترین بازیگر مرد کمدی تلویزیونی | محمدرضا هدایتی                | نامزدشده |
| ۱۳۹۰ | دوازدهمین جشن حافظ | بهترین بازیگر زن کمدی تلویزیونی  | سحر جعفری جوزانی              | نامزدشده |
| ۱۳۹۰ | دوازدهمین جشن حافظ | بهترین بازیگر زن کمدی تلویزیونی  | الیکا عبدالرزاقی              | برنده    |